# Arizona State Route 68
Die Arizona State Route 68 ist eine State Route im US-Bundesstaat Arizona, die in Ost-West-Richtung verläuft.
Die State Route beginnt an der Arizona State Route 95 nahe Bullhead City und endet westlich von Kingman am U.S. Highway 93. Früher reichte sie bis zum Davis Dam, dieser Abschnitt heißt nun Mohave County Road 68. Bis zum Bau des Hoover Dam und war das wichtigste Ziel der State Route die Anbindung der Stadt Laughlin im Bundesstaat Nevada in Richtung Westen. Jetzt dient sie auch als Umgehung der Hoover-Talsperre für LKWs.